# 日田彦山鉄道事業部
日田彦山鉄道事業部（ひたひこさんてつどうじぎょうぶ）とは、福岡県田川市の田川伊田駅構内にあった、九州旅客鉄道（JR九州）の事業部の一つであり、北部九州地域本社の管轄であった。

## 管轄路線
※ 管轄境界駅については、日田彦山鉄道事業部が管理を担当していた駅を記載している。なお、管轄する支社について、日田彦山鉄道事業部廃止時点のものを記載している。
- 日田彦山線[1]（全線。ただし、城野駅は北部九州地域本社の直轄、夜明駅は北部九州地域本社久留米鉄道事業部の管轄）
- 後藤寺線[1]（全線。ただし、新飯塚駅は北部九州地域本社筑豊篠栗鉄道事業部の管轄）

## 歴史
- 1999年（平成11年）6月1日 - 日田彦山鉄道事業部発足[1][2]。
- 2009年（平成21年）4月1日 - 筑豊篠栗鉄道事業部と統合、日田彦山鉄道事業部廃止[3]。

## 日田彦山運輸センター
日田彦山鉄道事業部日田彦山運輸センター（ひたひこさんてつどうじぎょうぶひたひこさんうんゆセンター）は、日田彦山線田川伊田駅構内にあった九州旅客鉄道（JR九州）北部九州地域本社管轄の乗務員基地である。

### 乗務員乗務範囲
- 日田彦山線（全線）
- 後藤寺線（全線）
- 日豊本線（小倉 - 城野間）
- 久大本線（夜明 - 日田間）
- 筑豊本線（直方 - 新飯塚間）[4]